# Alejandra Jaramillo Morales
Alejandra Jaramillo Morales (Bogotá, 7 de septiembre de 1971) es una escritora, docente y crítica cultural colombiana. Ganadora del concurso Nacional de novela y cuento de la Cámara de Comercio de Medellín en 2017 con el libro de cuentos Las grietas, también nominada al premio Hispanoamericano de cuento Gabriel García Márquez en 2018. Su trayectoria literaria incluye la publicación de cinco novelas, tres libros de cuentos, dos novelas para adolescentes, tres libros de literatura y crítica cultural, además de numerosos artículos sobre literatura, cultura y crítica cultural.

## Biografía

### Estudios
Estudió en el Liceo Juan Ramón Jiménez y realizó posteriormente sus estudios universitarios en filosofía en la Universidad de los Andes. Estudió la maestría de artes y el doctorado en literatura y cine latinoamericanos de Tulane University, New Orleans, Estados Unidos.

## Obras

### Libros
- Bogotá imaginada. Narraciones urbanas, cultura y política (2003)[1]
- Manuelita Sáenz. Amante de la libertad (2005)[2]
- Nación y melancolía: narrativas de la violencia en Colombia (2005)[3]
- La ciudad sitiada (2006)[4]
- Variaciones sobre un tema inasible (2009)[5]
- Acaso la muerte (2010)[6]
- Sin remitente (2012)[7]
- Disidencias. Trece ensayos para una arqueología del conocimiento en la literatura latinoamericana del siglo XX (2013)[8]
- Vidas de historia / una memoria literaria de la OFP (2013)
- Martina y la carta del monje Yukio (2015)
- Mandala (2017)[9]
- Magnolias para una infiel (2017)[10]
- Las grietas (2017)[11]
- El canto del Manatí (2019)[12]
- Las lectoras del 'Quijote' (2022)[13]

### Artículos
- Porque el amor no tiene punto final (2011)[14] El espectador, domingo 29 de mayo de 2011
- Los ojos del niño de Dios (2011) El Espectador, sábado 24 de diciembre de 2011
- El rincón de la academia (2014) El Espectador, domingo 23 de febrero de 2014
- 'Cien años de soledad': una novela inteligente (2014)[15] El Espectador, domingo 20 de abril de 2014
- Alba Lucía Ángel, la pájara en vuelo (2014)[16] El Espectador, domingo 26 de abril de 2015
- Sobre el cuento y sus mutaciones (2014)[17] El Espectador, domingo 2 de mayo de 2021
- El posconflicto desde las tablas (2016) El Espectador, domingo 7 de agosto de 2016
- Gabriel García Márquez o el relojero del oficio (2017)[18] El Espectador, lunes 19 de junio de 2017
- 'Magnolias para una infiel': los vericuetos del género en novela (2017)[19] El Tiempo, martes 29 de agosto de 2017
- Sachsenhausen (2020) El Espectador, viernes 31 de enero de 2020
- Las incertidumbres del amor posglobal (2020)[20] El Espectador, domingo 26 de abril de 2020
- Los múltiples destellos de la literatura. Visita al campo de concentración Sachsenhausen (2020)[21] El Espectador, viernes 31 de enero de 2020
- Cuento: 21 de diciembre de 2012, por Alejandra Jaramillo Morales (2020)[22] El Espectador, sábado 21 de junio de 2020
- Maternidad (Cuentos de sábado en la tarde) (2020)[23] El Espectador, sábado 20 de julio de 2020
- Los abrazos (Cuentos de sábado en la tarde) (2020)[24] El Espectador, sábado 29 de agosto de 2020

## Reseñas sobre la obra literaria de Alejandra Jaramillo
- Para que lea (2007) Revista sociedad, marzo de 2007
- Los remitentes de Alejandra Jaramillo - Esteban C. Mejía (2012)[25] El Espectador, sábado 16 de junio de 2012
- Una novela que rompe la forma habitual de leer - Francisco Celis Albán (2013)[26] El Tiempo, sábado 22 de junio de 2013
- Martina y la carta del monje Yukio', una bella novela para niños y adultos - Nelson F. Padilla (2015)[27] El Espectador, jueves 30 de abril de 2015
- 'De amar y ser mujer' - María Paula Lizarazo (2017) El Espectador, viernes 31 de marzo de 2017
- 'Mandala, una novela aleatoria' (2017)[28] El Espectador, sábado 29 de abril de 2017
- La autora de 'Mandala' - El Espectador (2017) El Espectador, sábado 29 de abril de 2017
- Alejandra Jaramillo Morales: la novelista que desafía a los lectores - Manuela Pardo Caicedo (2017)[29] El Espectador, sábado 6 de mayo de 2017
- Magnolias infieles - Esteban C. Mejía (2017) El Espectador, domingo 18 de noviembre de 2017
- Los Diarios de Pandemia están en marcha: ¡Participe! - Andres Ferneiller Posada Agredo (2021)[30] El Espectador, miércoles 25 de agosto de 2021